# سيج فوكس
سيج فوكس (بالإنجليزية: Sigfox)‏ هي شركة تشغيل شبكة عالمية فرنسية، تأسست في عام 2010، بنت شبكات لاسلكية لربط الأجهزة منخفضة الطاقة مثل عدادات الكهرباء والساعات الذكية، التي تحتاج إلى أن تكون متصلة بشكل مستمر وتبث كميات صغيرة من البيانات.
مقر الشركة في بلدة لابيج بالقرب من مدينة تولوز بفرنسا، وكان لديها أكثر من 375 موظفًا. كما أن للشركة مكاتب في مدريد، وسان فرانسيسكو، وسيدني، وباريس.
جمعت سيج فوكس أكثر من 300 مليون دولار من عدة مستثمرين، بما في ذلك سيلزفورس، و إنتل، و سامسونج، إن تي تي، و تليكوم كوريا، وشركات طاقة مثل توتال وإير ليكيد. وفي نوفمبر 2016، قُدّرت قيمة سيج فوكس بحوالي 600 مليون يورو. ولكن في يناير 2022، تقدمت الشركة بطلب لإشهار الإفلاس.
في أبريل 2022، استحوذت أونبيز وهي شركة شبكات إنترنت الأشياء، والتي تتخذ من سنغافورة مقرًا لها، على سيج فوكس وتشغيل شبكتها الفرنسية مقابل مبلغ قُدر بحوالي 25 مليون يورو (27 مليون دولار).

## التكنولوجيا
تستخدم سيج فوكس تقنيات إبدال بإزاحة الطور الثنائي ومفتاح تحويل التردد الغاوسي عبرنطاق أجهزة قصيرة المدى بتردد 868 ميجاهرتز في أوروبا، وعلى نطاق الراديو الصناعي والعلمي والطبي بتردد 902 ميجاهرتز في الولايات المتحدة. تستخدم إشارة واسعة المدى تمر بحرية عبر الأجسام الصلبة، تُعرف باسم النطاق الضيق جداً، وتستهلك طاقة قليلة جدًا، مما يجعلها تُصنف كشبكة واسعة النطاق منخفضة الطاقة.
تعتمد الشبكة على طوبولوجيا النجمة ذات القفزة الواحدة وتحتاج إلى مشغّل شبكة متنقلة لنقل البيانات الناتجة. وتُستخدم الإشارة بسهولة لتغطية مناطق واسعة والوصول إلى الأشياء تحت الأرض. وبحلول نوفمبر2020، غطّت شبكة سيج فوكس إنترنت الأشياء إجمالي 5.8 مليون كيلومتر مربع في 72 دولة، مع الوصول إلى 1.3 مليار من سكان العالم.
تعاونت سيج فوكس مع عدد من الشركات في صناعة شبكة واسعة النطاق منخفضة الطاقة مثل تكساس إنسترومنتس، ومعامل سيليكون، و أو أن سيميكوندكتر. تدعم الشركة نطاقات الراديو الإتصال ثنائي الاتجاه بشكل محدود. والمعايير الحالية لإتصالات سيج فوكس تدعم ما يصل إلى 140 رسالة صاعدة يوميًا، كل منها يمكن أن تحمل حمولة تصل إلى 12 أثمون (12 بايت) بمعدل بيانات يصل إلى 100 بت/ثانية.

## التغطية
خريطة التغطية والبلدان التي سيتم إطلاق الخدمة فيها.
التغطية العالمية لشبكة سيج فوكس
| القارة          | الدولة                   | المزود                      |
| إفريقيا         | كينيا                    | لكويد تيلكوم                |
| إفريقيا         | موريشيوس                 | أي أو كونكت                 |
| إفريقيا         | مايوت                    | أي أو كونكت                 |
| إفريقيا         | ريونيون                  | أي أو كونكت                 |
| إفريقيا         | جنوب إفريقيا             | سيج فوكس جنوب إفريقيا       |
| إفريقيا         | تونس                     | إنترنت الأشياء تونس         |
| آسيا            | هونغ كونغ                | ثنكسترا                     |
| آسيا            | إيران                    | بارسنت                      |
| آسيا            | اليابان                  | كيوسيرا                     |
| آسيا            | ماليزيا                  | إكس بيرانتي                 |
| آسيا            | عمان                     | ممكن                        |
| آسيا            | سنغافورة                 | أونابيز                     |
| آسيا            | كوريا الجنوبية           | أموتيك                      |
| آسيا            | تايوان                   | أونابيز                     |
| آسيا            | تايلاند                  | تنج أون نت                  |
| آسيا            | الإمارات العربية المتحدة | أي واير                     |
| أوروبا          | النمسا                   | هليت إنترنت الأشياء         |
| أوروبا          | بلجيكا                   | سيتي مش                     |
| أوروبا          | كرواتيا                  | نت إنترنت الأشياء           |
| أوروبا          | جمهورية التشيك           | شبكات سل سيمبل              |
| أوروبا          | الدنمارك                 | إنترنت الأشياء دنمارك أي/أس |
| أوروبا          | إستونيا                  | كونكتد البلطيق ‏             |
| أوروبا          | فنلندا                   | كونكتد فنلندا               |
| أوروبا          | فرنسا                    | سيج فوكس                    |
| أوروبا          | ألمانيا                  | سيج فوكس                    |
| أوروبا          | المجر                    | أومنيسل إنترنت الأشياء نت   |
| أوروبا          | أيرلندا                  | في تي                       |
| أوروبا          | إيطاليا                  | نت تروتر                    |
| أوروبا          | ليختنشتاين               | هليت إنترنت الأشياء         |
| أوروبا          | لوكسمبورج                | أر أم أس                    |
| أوروبا          | مالطا                    | إنترنت الأشياء ماطا         |
| أوروبا          | هولندا                   | هيردا                       |
| أوروبا          | النرويج                  | إنترنت الأشياء النرويج      |
| أوروبا          | بولندا                   | سيج فوكس بولندا             |
| أوروبا          | البرتغال                 | سيج فوكس                    |
| أوروبا          | رومانيا                  | سمبل إنترنت الأشياء         |
| أوروبا          | سلوفاكيا                 | شبكات سل سمبل               |
| أوروبا          | إسبانيا                  | سيج فوكس                    |
| أوروبا          | السويد                   | إنترنت الأشياء السويد       |
| أوروبا          | سويسرا                   | هليت إنترنت الأشياء         |
| أوروبا          | تركيا                    | إنترنت الأشياء يو أن أي     |
| أوروبا          | أوكرانيا                 | يوتيلكس ون                  |
| أوروبا          | المملكة المتحدة          | مجموعة دبليو أن دي          |
| أمريكا الشمالية | كوستاريكا                | مجموعة دبليو أن دي          |
| أمريكا الشمالية | السلفادور                | مجموعة دبليو أن دي          |
| أمريكا الشمالية | جوادلوب                  | أي دي إي أو الكاريبي        |
| أمريكا الشمالية | مارتينيك                 | أي دي إي أو الكاريبي        |
| أمريكا الشمالية | المكسيك                  | مجموعة دبليو أن دي          |
| أمريكا الشمالية | بنما                     | مجموعة دبليو أن دي          |
| أمريكا الشمالية | الولايات المتحدة         | سيج فوكس                    |
| أوقيانوسيا      | أستراليا                 | ثنكسترا                     |
| أوقيانوسيا      | بولينيزيا                | الفرنسية في أي تي أي        |
| أوقيانوسيا      | كاليدونيا الجديدة        | أي سماك أن سي               |
| أوقيانوسيا      | نيوزيلندا الفرنسية       | ثنكسترا                     |
| أمريكا الجنوبية | الأرجنتين                | مجموعة دبليو أن دي          |
| أمريكا الجنوبية | البرازيل                 | مجموعة دبليو أن دي          |
| أمريكا الجنوبية | تشيلي                    | مجموعة دبليو أن دي          |
| أمريكا الجنوبية | كولومبيا                 | مجموعة دبليو أن دي          |
| أمريكا الجنوبية | الإكوادور                | مجموعة دبليو أن دي          |
| أمريكا الجنوبية | غويانا الفرنسية          | أي دي إي أو الكاريبي        |